# San Pedro River
San Pedro River (spanska: Río San Pedro) är ett vattendrag i Mexiko och USA. Floden har sin källa i Sonora (Mexiko), cirka 16 km söder om gränsen mellan Mexiko och USA och rinner sedan cirka 230 km inom delstaten Arizona i nordlig riktning. San Pedro River mynnar ut i floden Gila vid orten Winkelman.
San Pedro River är en av de sista större floderna i sydvästra USA som inte har blivit uppdämd och floden har därför en viktig ekologisk betydelse. Flodområdet är hem för 84 olika sorters däggdjur, 14 fiskarter och 41 stycken olika arter av reptiler och amfibier. Dessutom finns det även runt 100 häckande fågelarter samt mer än 250 stycken olika slags arter av flyttfåglar vid floden.